# Helmut Zeraschi
Helmut Zeraschi (* 25. Oktober 1911 in Särichen; † 24. Juli 1979 in Leipzig) war ein deutscher Musikwissenschaftler und Musikverlagsleiter. Er war Leiter des Musikinstrumentenmuseums der Karl-Marx-Universität Leipzig.

## Leben
Zeraschi arbeitete bis 1952 als kaufmännischer Angestellter bzw. als Verwaltungsangestellter in verschiedenen Betrieben sowie in der Landesregierung Sachsen-Anhalts. 1952 wurde er Verlagsleiter im Musikverlag Breitkopf & Härtel.
Von 1954 bis 1958 studierte er Musikwissenschaft und Kunstgeschichte in Halle und Leipzig. Danach nahm Zeraschi eine Tätigkeit als wissenschaftlicher Mitarbeiter an der Karl-Marx-Universität (KMU) Leipzig auf. 1961 wurde er zum Dr. phil. (Dissertation: Drehorgel, Serinette und barrel organ) promoviert. Anschließend war er als Verlagsleiter im Deutschen Verlag für Musik, im Verlag Breitkopf & Härtel sowie im Verlag Friedrich Hofmeister tätig.
1974 übernahm er die Leitung des Musikinstrumentenmuseums der KMU Leipzig, die er bis 1976 innehatte.

## Werke (Auswahl)
- Das Orchester. Breitkopf & Härtel, Leipzig 1954.
- Das Buch von der Drehorgel. Aus ihrer Familiengeschichte. Sanssouci-Verlag, Zürich 1971.
- Die Drehorgel in der Kirche. Sanssouci-Verlag, Zürich 1973.
- Der Esel, die Großmutter und andere Musikinstrumente. Deutscher Verlag für Musik, Leipzig 1974;  4. Auflage 1985.
  - Виолончель, контрабас и другие музыкальные инструменты. Izdatelstwo Muzika, Moskau 1979 (Übersetzung ins Russische).
  - Somár, stará mama a iné hudobné nástroje. Opus, Bratislava 1976 (Übersetzung ins Slowakische).
- Drehorgeln. Koehler und Amelang, Leipzig 1976; 2. Auflage 1978.
  - Drehorgeln. Hallwag, Bern, Stuttgart 1979 (Ausgabe für die BR Deutschland, die Schweiz und Österreich).
  - L’orgue de barbarie et autres instruments mécaniques. Payot, Lausanne/Paris 1980 (Übersetzung ins Französische).
- Musikalische Schnurren und Schnipsel. Verlag Neue Musik, Berlin 1977; 2. Auflage 1978.
  - Музикални шеги и закачки. Muzika, Sofia 1987 (Übersetzung ins Bulgarische).
- Geschichte des Musikinstrumenten-Museums der Karl-Marx-Universität zu Leipzig (= Schriftenreihe des Musikinstrumenten-Museums der Karl-Marx-Universität, Band 2). KMU Leipzig 1977.
- (Hrsg.) Musikinstrumentensammlungen in der DDR. Musikrat der DDR, Berlin 1978.
- Die Musikinstrumente unserer Zeit. Eine Lese- und Nachschlagebuch. Deutscher Verlag für Musik, Leipzig 1978; 2. Auflage 1982.

## Auszeichnungen
- Verdienstmedaille der DDR
- Wilhelm-Bracke-Medaille
- Johannes-R.-Becher-Medaille in Silber